# 대산관
대산관(大散關)운 산시성 바오지시 서쪽 산악 지역에 위치한 고개이다.
이곳은 주나라 시대부터 관중 평야를 지키는 군사적인 요충지였다. 전략적 위치 때문에 중국 역사에서 70번 이상의 전투가 이곳에서 벌어졌다. 1131년, 형제인 송나라 장군 우지에(吳玠)와 우린(吳璘)이 이곳에 주둔하여 금나라 장군 완안 우루(完顔 兀魯)의 공격을 막아냈다.